# Quarai
Quarai, ime za jednu skupinu Tiwa Indijanaca nastanjenu u području misije Quarai, osnovane 1629. na današnjem području okruga Torrance, gdje su se zadržali sve do 1671., nakon čega su je napustili zbog nedostatka vode i čestih napada Apača te se nastanili kod El Pasa u Teksasu. Kasnije su se vratili na Rio Grande na pueblo Isleta del Sur. 
Naziv Quarai dolazi od  'Kuah-aye' , koji u njihovom jeziku označava područje na kojemu su živjeli, danas pripada nacionalnom spomeniku Salinas.

## Vanjske poveznice
- Salinas Pueblo Missions  Arhivirana inačica izvorne stranice od 13. lipnja 2007. (Wayback Machine)
- Mountainair, New Mexico  Arhivirana inačica izvorne stranice od 26. lipnja 2007. (Wayback Machine)
- Quarai Indians